# Ryszard Badoń-Lehr

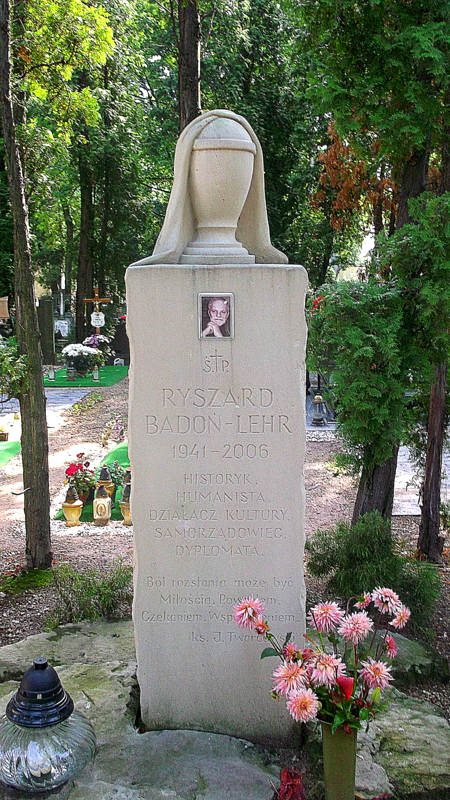
Grób Ryszarda Badoń-Lehra na cmentarzu komunalnym w Legnicy

Ryszard Edmund Badoń-Lehr (ur. 29 marca 1941 w Szamotułach, zm. 5 kwietnia 2006 w Białymstoku) – polski dyplomata, działacz samorządowy, prezydent Legnicy.

## Życiorys
Ukończył studia na wydziale historii na Uniwersytecie im. Adama Mickiewicza w Poznaniu. Pracował w placówkach kulturalnych w Szamotułach i Głogowie. W Legnicy był m.in. dyrektorem Wydziału Kultury i Sztuki Urzędu Wojewódzkiego, dyrektorem Wydziału Kultury Urzędu Miasta, dyrektorem Legnickiej Biblioteki Publicznej. W latach 1994–1995 pełnił funkcję prezydenta Legnicy. Od 1995 pracował w dyplomacji. Na Litwie pełnił funkcję radcy Ambasady RP w Wilnie oraz dyrektora Instytutu Polskiego w Wilnie (1997-2000). Od października 2003 był wicekonsulem RP w Grodnie.
Zmarł w tragicznych okolicznościach. Został znaleziony nieprzytomny w mieszkaniu w Grodnie 22 marca 2006, początkowo stwierdzono udar mózgu. Po trzydniowym pobycie w szpitalu w Grodnie został przewieziony do szpitala w Białymstoku, gdzie zmarł nie odzyskując przytomności na krwiak śródczaszkowy. Niejasne są okoliczności, w jakich dyplomata doznał obrażeń.. Został pochowany na cmentarzu komunalnym w Legnicy (B3/B/18).
Odznaczony Krzyżem Kawalerskim Orderu Wielkiego Księcia Giedymina (2000).

## Rodzina
Syn Edmunda Lehra (1881–1958) oraz Ireny Badoń-Lehr z domu Wilk (1904–1990). Dwukrotnie żonaty. Z Janiną Badoń z d. Nitka (ślub w 1966, rozwód w 1980) miał córki Katarzynę i Agnieszkę. Z Danutą Badoń-Lehr z d. Maciejak miał córkę Kamilę i syna Michała.